# Emmanuel Rhoides

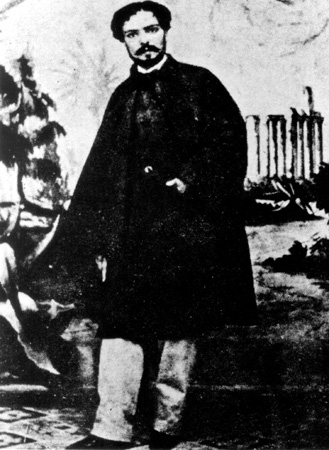
Emmanuel Rhoides, 1866.

Emmanuel Rhoides (grekiska: Εμμανουήλ Ροΐδης), född den 18 juni (eller 28 juli) 1836 i Ermoupoli, död den 7 januari 1904 i Aten, var en grekisk författare.
Rhoides var överbibliotekarie vid nationalbiblioteket i Aten. Den mest bekanta av hans skrifter är den om "Påfvinnan Johanna" (på grekiska 1867; franska 1878; tyska översättningar 1875 och 1904). Rhoides var även bekant som vederhäftig kritiker. I sin skrift Ta eidola (1893) kämpade han för det nygrekiska litteraturspråkets anpassning efter det talade idiomet. Han författade även historiska berättelser.